# Je vecht nooit alleen
Je vecht nooit alleen (англ. Never Alone; укр. Ти воюєш не сам) — пісня голландської групи 3JS, яка буде представляти Нідерланди на конкурсі Євробачення 2011 в Дюссельдорфі, Німеччина. 3JS була обрана для виконання пісні в Дюссельдорфі після перемоги у конкурсі Nationaal Songfestival.
3JS написав п'ять пісень, які змагалися в Nationaal Songfestival 30 січня 2011: «Ga dan niet» (Не йди), «De stroom» (Потік), «Toen ik je vergat» (Коли я забув тебе), «Weelderig waardeloos» і «Je vecht nooit alleen».
«Je vecht nooit alleen» була визнана найкращою журі, що складалося з Daniël Dekker , Annemieke Schollaardt ,Hind Laroussi, René Froge і Erik van Tijn, і громадським голосуванням через SMS.